# Саллі (Айова)
Саллі (англ. Sully) — місто (англ. city) в США, в окрузі Джеспер штату Айова. Населення — 881 особа (2020).

## Географія
Саллі розташоване за координатами 41°34′41″ пн. ш. 92°50′48″ зх. д. / 41.57806° пн. ш. 92.84667° зх. д. (41.578001, -92.846801).  За даними Бюро перепису населення США в 2010 році місто мало площу 1,51 км², уся площа — суходіл.

## Демографія
Згідно з переписом 2010 року, у місті мешкала 821 особа в 334 домогосподарствах у складі 257 родин. Густота населення становила 543 особи/км².  Було 358 помешкань (237/км²).
Расовий склад населення:
| - 99,6 % — білих - 0,2 % — чорних або афроамериканців - 0,1 % — азіатів |

До двох чи більше рас належало 0,0 %. Частка іспаномовних становила 0,2 % від усіх жителів.
За віковим діапазоном населення розподілялося таким чином: 24,1 % — особи молодші 18 років, 55,6 % — особи у віці 18—64 років, 20,3 % — особи у віці 65 років та старші. Медіана віку мешканця становила 45,1 року. На 100 осіб жіночої статі у місті припадало 100,7 чоловіків;  на 100 жінок у віці від 18 років та старших — 94,1 чоловіків також старших 18 років.
Середній дохід на одне домашнє господарство  становив 62 287 доларів США (медіана — 59 018), а середній дохід на одну сім'ю — 68 415 доларів (медіана — 62 174). Медіана доходів становила 49 375 доларів для чоловіків та 31 196 доларів для жінок. За межею бідності перебувало 7,3 % осіб, у тому числі 12,4 % дітей у віці до 18 років та 5,8 % осіб у віці 65 років та старших.
Цивільне працевлаштоване населення становило 455 осіб. Основні галузі зайнятості: освіта, охорона здоров'я та соціальна допомога — 27,9 %, виробництво — 20,0 %, оптова торгівля — 7,5 %, роздрібна торгівля — 6,8 %.